# Lolcat

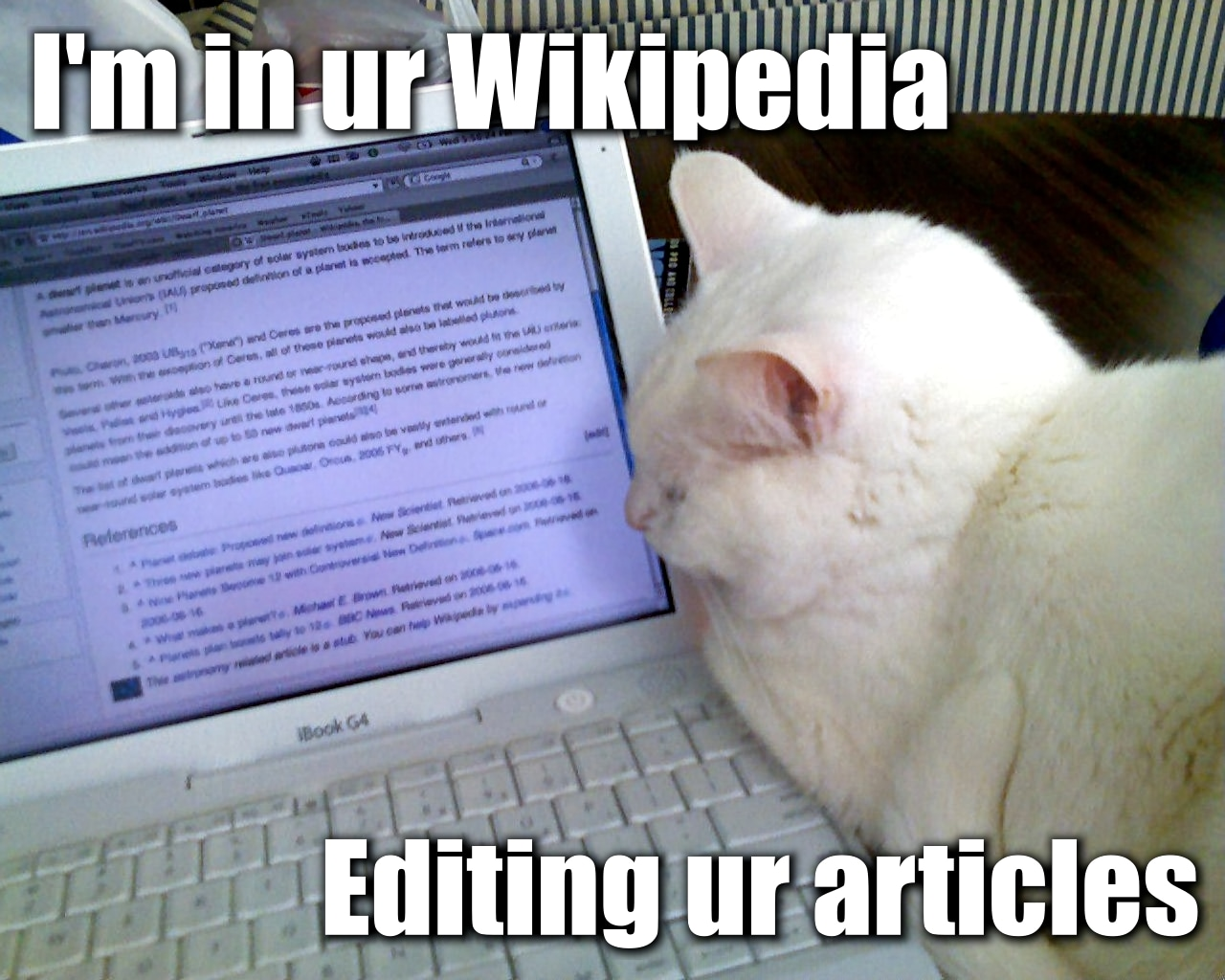
Exemple de lolcat

Amb el terme Lolcat o LOLcat hom es refereix a una imatge que combina una fotografia d'un gat amb un text humorístic en anglès amb una ortografia peculiar coneguda com a Kitty Pidgin o Lolspeak, que fa l'efecte que és pronunciat pel mateix animal.
La idea sorgeix del tauler Caturday del popular fòrum 4chan. El nom lolcat és una composició de l'acrònim «LOL» (en anglès Laughing Out Loud, fer-se un fart de riure) i cat (en anglès, 'gat').
Normalment les imatges es comparteixen en blogs i fòrums, inserides en els comentaris d'un fil de discussió. Existeixen altres antropomorfismes similars a la xarxa, com ara mussols, gossos, etc.